# Р-159

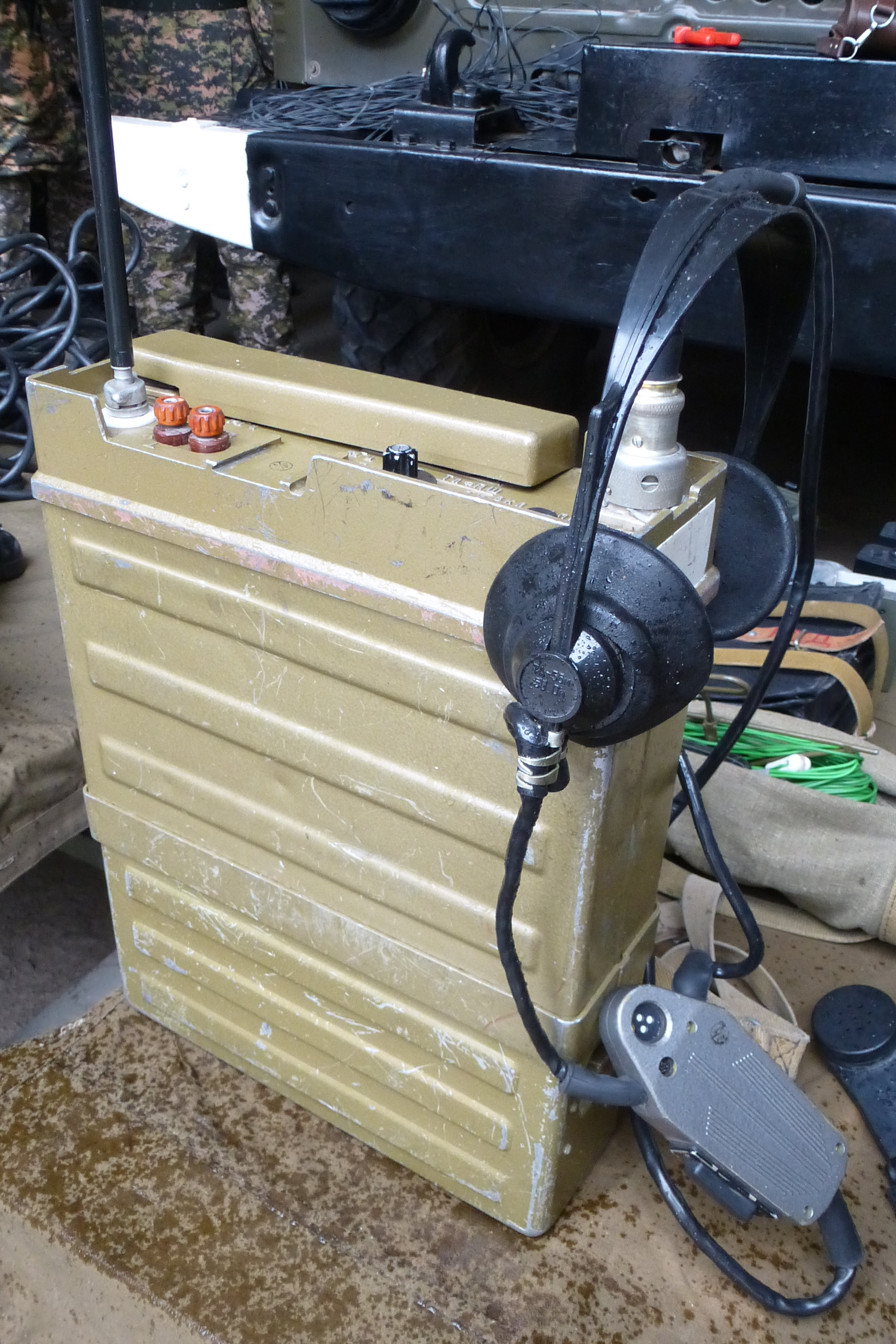
Р-159 — штатная радиостанция командира роты в Сухопутных войсках ВС СССР

Р-159 — советская переносная широкодиапазонная войсковая УКВ-ЧМ радиостанция для связи в звене управления Вооруженных Сил рота-батальон.
На вооружении Советской Армии принята с начала 80-х годов.

## Описание

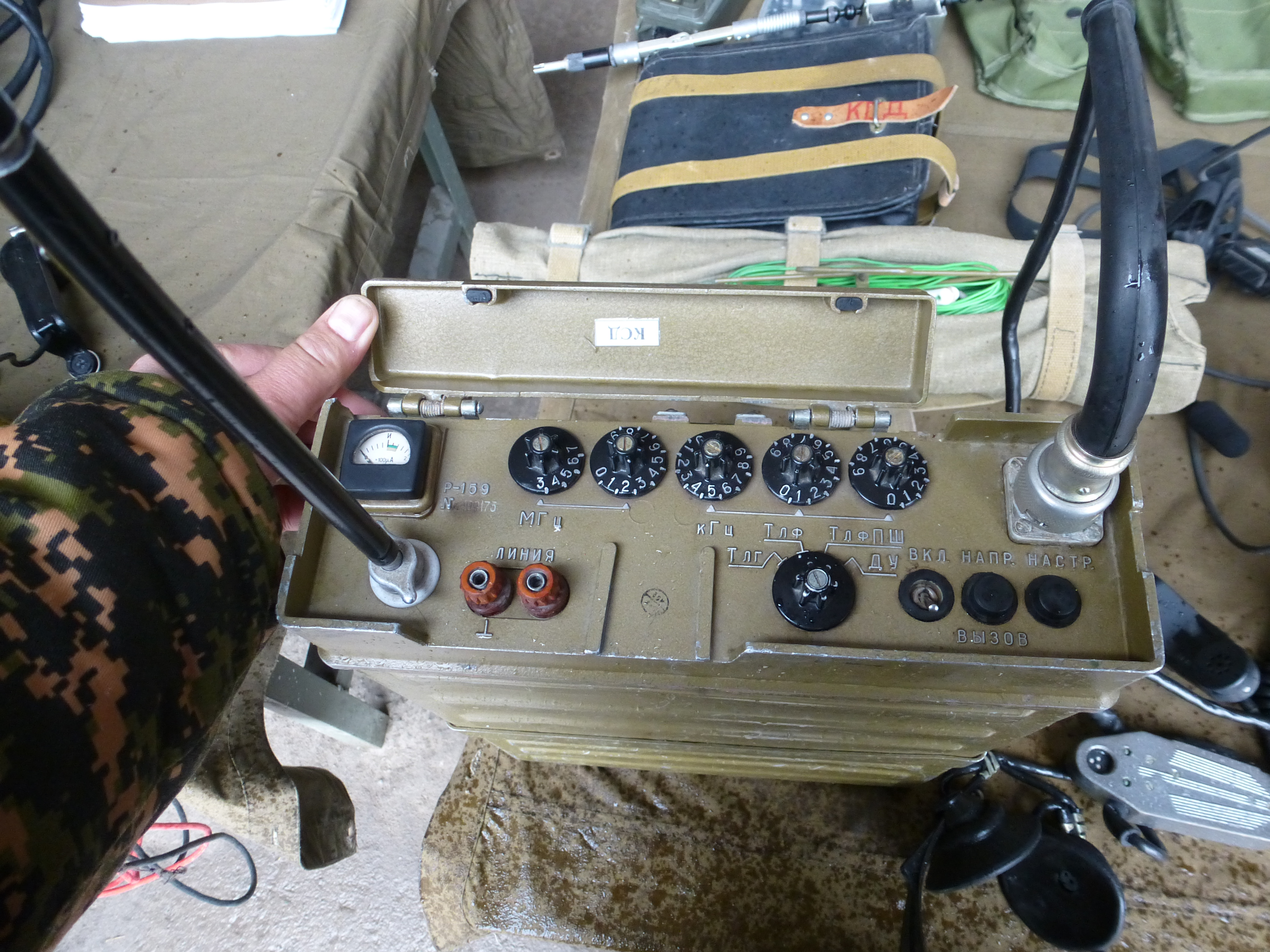
Радиостанция Р-159. Вид на верхнюю панель при открытии крышки, закрывающей ручки настройки частоты

Радиостанция приёмо-передающая, симплексная с узкополосным телеграфированием и с тональным вызовом, а также с возможностью дистанционного управления в телефонном режиме. Конструкция ранцевая — наплечные ремни для переноски крепятся к корпусу. Также в комплекте имеется сумка радиста для переноски антенн и инструмента.
Радиостанция собрана по трансиверной схеме. Формирование частоты происходит в однопетлевом синтезаторе с ФАПЧ. Установка частоты производится с помощью малогабаритных поворотных галетных переключателей, информация с которых преобразуется в коэффициент деления для синтезатора использующего делитель с переменным коэффициентом деления.
Тракт приёма — супергетеродинный, с двумя преобразованиями частоты. Промежуточные частоты — 11,5 и 1,5 МГц.
Основная избирательность по соседнему каналу обеспечивается на первой промежуточной частоте с помощью кварцевого фильтра ФП2П-307 с полосой пропускания 18 кГц.
Шумоподавитель использует верхнюю часть спектра сигнала, полученного после детектора. Особенность шумоподавителя этой станции в том, что он не полностью подавляет сигнал низкой частоты, чтобы при дежурном приёме не пропустить сигналы слабых корреспондентов.
Тракт передачи — с отдельным возбудителем, частота которого устанавливается по частоте синтезатора. Выходной каскад — однотактный.
В радиостанции применена система автоматического поддержания уровня выходной мощности. Для согласования с антенной используется автоматическое согласующее устройство, выполненное по схеме П-контура с двумя переменными ёмкостями. Активизируется САУ нажатием одной кнопки, которую необходимо удерживать до завершения процесса настройки. 

Питание радиостанции осуществляется от аккумуляторной батареи, расположенной в специальном отсеке корпуса радиостанции. В качестве оконечного низкочастотного устройства применяется микротелефонная гарнитура (состоит из микрофона ДЭМШ-1А, микрофонного усилителя и головных телефонов ТА-55м), или трубка с микрофоном порошкового типа МК-10 и телефонным капсюлем.
В комплект радиостанции входят следующие антенны:
1. гибкая штыревая антенна конструкции Куликова;
2. 6-секционная штыревая антенна;
3. лучевая антенна длиной 40 метров, используемая как простейшая направленная антенна бегущей волны.

Р-159 являлась штатной радиостанцией командира роты, с помощью которой обеспечивалась связь как с командирами взводов, так и со штабом батальона.

## Технические характеристики
- Диапазон частот — 30,0 — 75,999 МГц
- Шаг перестройки — 1 кГц
- Вид работы — ТлФ (телефон и телеграф с частотной модуляцией), ТлГ (узкополосное телеграфирование)
- Чувствительность приёмника, не хуже, в ТлФ — 1,2 мкВ, в ТлГ — 0,6 мкВ
- Мощность передатчика — 5 Ватт
- Элементная база — полупроводниковые приборы
- Питание — аккумуляторы. Напряжение — 12 вольт. Максимальный ток потребления — 3,5 ампера.
- Вес рабочего комплекта — 14,5 кг или 19 кг с УНЧ (усилительный блок для ведения связи из кабины на ходу и стоянке на автомобилях УАЗ-469, ГАЗ-66, ЗИЛ-131)
- Габариты 305×180×410 мм

### Дальность связи
Р-159 обеспечивает надёжную двухстороннюю радиосвязь на местности средней пересечённости в любое время суток и года на любой частоте диапазона в свободном от помех на расстоянии:
- на штыревую антенну 1,5 м в режиме ТлФ до 12 км, в режиме ТлГ до 18 км;
- на штыревую антенну 2,7 м в режиме ТлФ до 18 км, в режиме ТлГ до 27 км;
- на антенну бегущей волны в режиме ТлФ до 35 км, в режиме ТлГ до 50 км;
- при установке на автомобиле и антенне 1,5 м при скорости до 60 км/ч — до 8 км.

### Предельные режимы эксплуатации
- Радиостанция сохраняет работоспособность в любых климатических условиях при температуре от −40°С до +50°С.
- Непроницаема для дождя и выдерживает погружение в воду на глубину 0,5 метра и в течение 1 часа.
- Работает в условиях тряски на ходу автомобиля по любым дорогам со скоростью до 60 км/ч.
- Выдерживает авиадесантирование парашютным способом в специальном мягком контейнере типа ГК-30.

## Модификация Р-159М

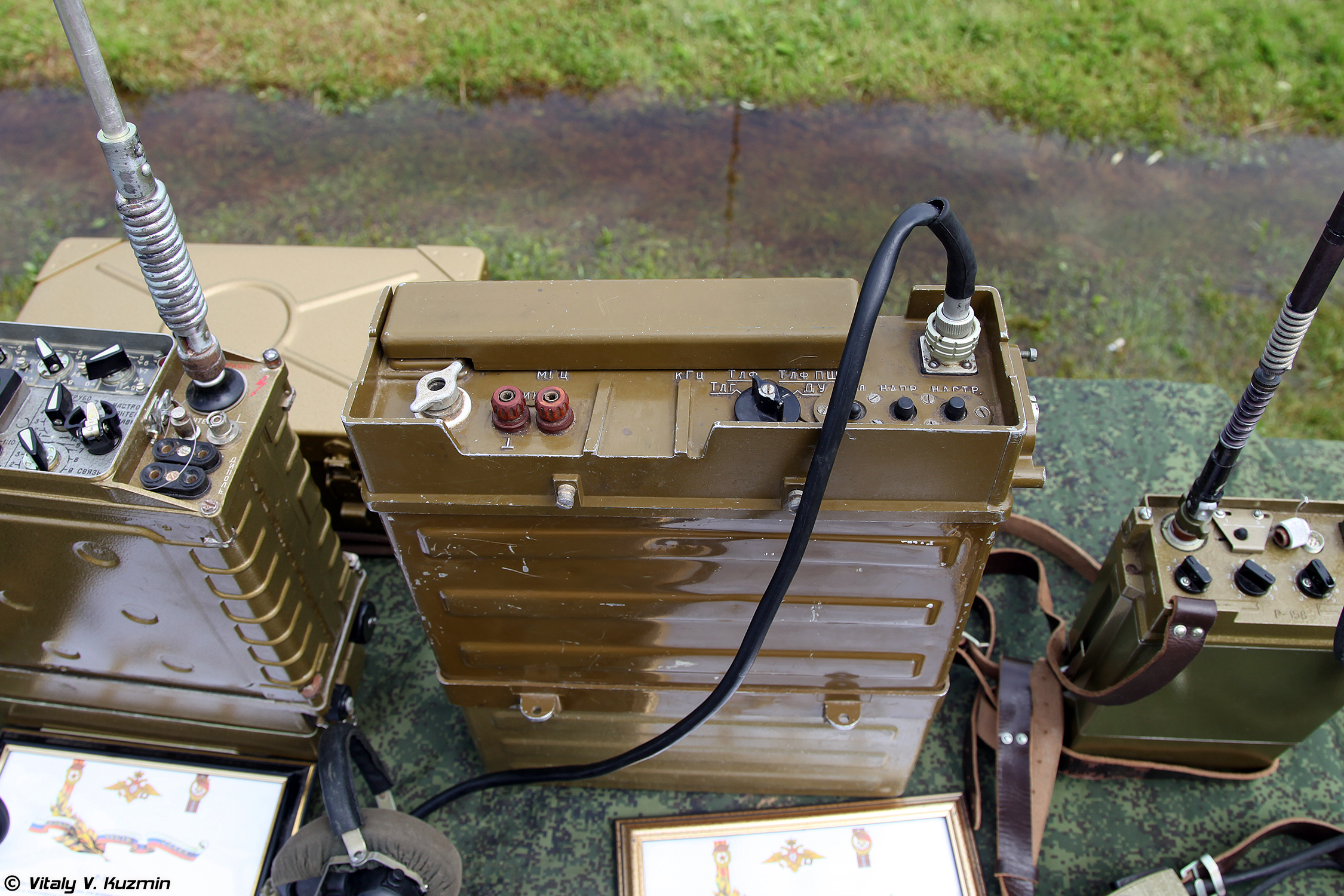
Радиостанция Р-159М

В 1988 году с учётом опыта Афганской войны выпущена модификация Р-159М.
Р-159М была предназначена для работы в комплекте с блоком засекречивающей аппаратурой связи Т-240С «Историк» (состоящей из блока сопряжения и блока шифрования).